# Herminio Díaz Zabala
Herminio Díaz Zabala (Reocin, 12 december 1964) is een voormalig Spaans wielrenner. In 1991 won hij Tirreno-Adriatico. Tegenwoordig is Díaz actief als ploegleider.

## Belangrijkste overwinningen
1988
- 5e etappe deel B Vuelta a Cantabria

1991
- Eindklassement Tirreno-Adriatico

1994
- 2e etappe Ronde van Murcia

## Tourdeelnames
- 1988 - 118e
- 1990 - 90e
- 1991 - 75e
- 1992 - 97e
- 1993 - 102e
- 1995 - 35e
- 1996 - 53e

## Ploegen
- 1986 - Teka
- 1987 - Reynolds-Seur
- 1988 - Reynolds
- 1989 - ONCE
- 1990 - ONCE
- 1991 - ONCE
- 1992 - ONCE
- 1993 - ONCE
- 1994 - ONCE
- 1995 - ONCE
- 1996 - ONCE
- 1997 - ONCE
- 1998 - ONCE